# دهب بنت الأوتيل (مسلسل)
دهب بنت الأوتيل هو مسلسل تلفزيوني درامي رومانسي, من بطولة نور الغندور، وأحمد شعيب, مُكون من 10 حلقات, عُرض على شاشة إم بي سي في 11 فبراير 2023.

## قصة العمل
تنقذ دهب، وهي مدبرة غرف في أحد الفنادق، حياة رجل الأعمال الشهير نايف بعد أن تجده مضرجا بدمائه، الأمر الذي يضعهما في طريق محفوف بالمخاطر.

## طاقم التمثيل
- نور الغندور
- أحمد شعيب
- هبة شيحان
- غفران محمد
- رشا بلال
- ساشا دحدوح
- علي منيمنة
- سامي أبو حمدان
- نيكولا مزهر

## وصلات خارجية
- دهب بنت الأوتيل على موقع IMDb (الإنجليزية)
- دهب بنت الأوتيل على موقع قاعدة بيانات الأفلام العربية
- دهب بنت الأوتيل على موقع قاعدة بيانات الفيلم (الإنجليزية)